# Owen Roughwood
Owen Roughwood (1876–1947) foi um ator de teatro e cinema britânico.

## Filmografia selecionada
- The Queen Mother (1916)
- The Four Just Men (1921)
- The Beloved Vagabond (1923)